# Лубега, Эдриса
Эдриса Лубега (англ. Edrisa Lubega; 17 апреля 1998, Касесе) — угандийский футболист, нападающий. Игрок сборной Уганды.

## Биография
Начал заниматься футболом в школе клуба «КЛ Намасуба». В 2015 году стал победителем и лучшим бомбардиром (7 голов) турнира «Masaza Cup» в составе сборной округа Ссинго. В сезоне 2015/16 за осеннюю часть забил 13 голов в 11 матчах второго дивизиона Уганды в составе столичного «Пролайн», а всего за сезон забил 21 гол и стал лучшим бомбардиром турнира. В сезоне 2016/17 дебютировал вместе с клубом «Пролайн» в высшем дивизионе Уганды и забил за полгода 7 голов. Свой первый гол в элите забил в 7-м туре, в сентябре 2016 года в ворота «Хиппос».
В начале 2017 года был отдан в аренду в клуб второго дивизиона Австрии «Флоридсдорф», провёл в нём полтора года. В сезоне 2018/19 играл на правах аренды за другой клуб второго дивизиона Австрии — «Рид». В августе 2019 года вернулся в Уганду, продлив на год контракт с «Пролайном» и за полгода забил 4 гола в 11 матчах чемпионата.
В 2020 году перешёл в эстонский клуб «Пайде ЛМ», с которым в том же сезоне стал серебряным призёром чемпионата Эстонии и вторым бомбардиром чемпионата, забив 14 голов в 26 матчах. В Кубке Эстонии забил 9 голов в 4 матчах, также сыграл в одном матче Лиги Европы. Весной 2021 года выступал на правах аренды за клуб высшего дивизиона Чехии «Пршибрам», забил 2 гола в 9 играх и не смог помочь клубу удержаться в элите. Летом 2021 года был отдан в годичную аренду в клуб второго дивизиона Португалии «Эштрела», где вышел на поле только 5 раз в чемпионате и дважды — в Кубке лиги.
В январе 2016 года 17-летний футболист получил первый вызов в национальную сборную Уганды, будучи игроком второго дивизиона. Дебютный матч сыграл в рамках финального турнира чемпионата африканских наций 27 января 2016 года против Зимбабве, заменив на 79-й минуте Эрису Ссекисамбу. Всего в 2016—2020 годах сыграл 12 официальных матчей и 2 неофициальные игры, в которых не забивал голов. Также вызывался в олимпийскую (до 23 лет) сборную страны.

## Достижения
- Серебряный призёр чемпионата Эстонии: 2020

## Личная жизнь
Второй ребёнок в семье из четырёх детей у Мугиши Тумушабе и Ребекки Накамья. Носит прозвище «Торрес» в честь испанского футболиста Фернандо Торреса.